# Lijst van burgemeesters van Huizen
Dit is een lijst van burgemeesters van de Nederlandse gemeente Huizen in de provincie Noord-Holland.

## Schouten
Van 1667 tot zijn overlijden in 1683 was de eerste schout van Huizen Lourens de Wolff. 
| Periode   | Naam schout        | Bijzonderheden |
| --------- | ------------------ | -------------- |
| 1619      | Lambert Jacobsz    |                |
| 1629      | Lambert van Asch   |                |
| 1650-1658 | Claes Jansz Swart  |                |
| 1659      | Elbert Jansz Swart |                |
| 1686      | Klaas Brakel       |                |

## Burgemeesters
| Ambtsperiode                        | Naam burgemeester            | Partij of stroming | Bijzonderheden |
| ----------------------------------- | ---------------------------- | ------------------ | --- |
| 1813 - 1817                         | Jacob Rebel                  |                    | |
| 1817 - 1823                         | Klaas Hage                   |                    | |
| 1823 - 1827                         | Arend Rooseboom              |                    | |
| 21-04-1827 - 25-06-1851             | Hendrik (H.) Rebel           |                    | |
| 29-10-1851 – 28-05-1853             | A. Rebel                     |                    | |
| 11-11-1853 – 01-04-1868             | C.W. Rebel                   |                    | |
| 09-05-1868 – 12-01-1883             | Pieter Langerhuizen Lzn.     |                    | |
| 07-01-1884 – 19-04-1912             | J.J. Munnikhuizen            |                    | [ 2 ] |
| 31-07-1912 – 01-10-1925             | Engbert Jan ten Raa          |                    | [ 3 ] |
| 16-11-1925 – 01-01-1939             | Jan Willem Egberts           |                    | [ 4 ] |
| 01-03-1939 – 11-06-1946             | Hendrik Vlug                 | ARP                | |
| 16-01-1947 - 17-02-1972             | Mr. Piet (P.) van Driel      | ARP                | |
| 16-04-1972 - 01-03-1987             | Mr. Freerk (F.) Fontein      | VVD                | |
| 01-05-1987 - 01-01-1995             | Willem (W.K.) Hoekzema       | VVD                | |
| 01-07-1995 - 2006                   | Jos (H.J.) Verdier           | CDA                | |
| 2006 - 2010                         | Frans-Willem (F.W.) van Gils | VVD                | |
| 15 februari 2010 - 16 februari 2018 | Fons (A.P.) Hertog           | VVD                | Van februari 2010 tot januari 2012 als waarnemend burgemeester. Per 10 januari 2012 als kroonbenoemd burgemeester. Van 1 november 2017 tot 16 februari 2018 als waarnemend burgemeester i.v.m. ontslag van rechtswege per 1 november 2017 wegens het bereiken van de 70-jarige leeftijd. Afgetreden op 16 februari 2018 |
| 12 maart 2018 - 12 november 2019    | Sicko (K.S.) Heldoorn        | PvdA               | waarnemend |
| 13 november 2019 - heden            | Niek (N.) Meijer             | VVD                | [ 8 ] |

## Opmerking
In 1502 wordt de 61-jarige Louwer Heinrichszoon als voormalig burgemeester genoemd.